# Авилов, Виктор Петрович
Виктор Петрович Авилов (род. 3 марта 1940 года, Мытищи) — советский и российский стрелок и тренер по пулевой стрельбе. Чемпион мира 1970 года. Чемпион Европы 1965 года. Четырнадцатикратный чемпион СССР в составе команды (1960—1970). Семикратный рекордсмен СССР. Заслуженный мастер спорта СССР. Заслуженный тренер СССР.

## Биография
Виктор Петрович Авилов родился 3 марта 1940 года в городе Мытищи Московской области. Окончил Государственный Центральный ордена Ленина институт физической культуры.
С 1973 по 1991 год Авилов занимал должность главного тренера по стрельбе Центрального Совета «Динамо». С 1991 по 2010 год работал заместителем директора мытищинского стрельбища.
Среди его воспитанников наиболее высоких результатов добились:
- Ирина Шилова — олимпийская чемпионка 1988 года, двукратная чемпионка мира 1990 года, десятикратная чемпионка СССР (1982—1991)[4][5],
- Борис Кокорев — олимпийский чемпион 1996 года, двукратный чемпион мира (1986, 1990), шестнадцатикратный чемпион Европы (1984—1997), двенадцатикратный чемпион СССР (1979—1989), четырнадцатикратный чемпион России (1993—1998)[6].

## Семья
- Отец — Пётр Семёнович Авилов (1910—2004), также стрелок и тренер по стрельбе. Участник Олимпийских игр 1952 года и двукратный чемпион мира.
- Дочь — Наталья Викторовна Кокорева (р. 1962), мастер спорта международного класса. Была замужем за Борисом Кокоревым[7].

## Награды и звания
- Почётное звание «Заслуженный мастер спорта СССР».
- Почётное звание «Заслуженный тренер СССР».
- Благодарность Президента Российской Федерации (2013)[8].